# Фрост, Константин Васильевич
Константин Васильевич Фрост (чеш. Konstantin Frost; 14 апреля 1869 года, с. Прилуки Кадниковского уезда Вологодской губернии — 11 апреля 1960 года, Прага) — российский и чехословацкий врач, офтальмолог и отоларинголог.

## Биография
Родился в 1869 году. Окончил Псковскую классическую гимназию в 1886 году и медицинский факультет Московского университета в 1893 году. Работал в медицинских и образовательных учреждениях России, а затем Чехословакии. Служил в Бельско-Дновском участке Порховского уезда Псковской губернии (1894 — 1896), затем в Клиническом Еленинском институте для усовершенствования врачей в Санкт-Петербу́рге, где занимался по глазным болезнями, хирургией и бактериологией (1896 — 1997), заведовал сельской больницей в г. Березине Минской губернии (1897 — 1998) и земской больницей и богадельней в селе Мариинском (Гросс-Либенталь). В 1906—1914 годах был вольнопрактикующий врач-офтальмолог и отоларинголог в Аккерман. Участвовал в Первой мировой войне. В 1922 году эмигрировал в Чехословакию. Практиковал и преподавал в Ужгороде. В 1933 читал лекции по анатомии, физиологии и патологии глаза, уха, горла, носа в Ужгороде при институте для глухонемых детей. В 1939 году переехал в Прагу. Член Союза русских врачей — граждан Чехословакии. Похоронен на Ольшанском кладбище в Праге.

## Семья
- Отец: Василий Александровиц Фрост, (Статский советник, врач,  Псков )
- Жена: Мария Павловна (1862 — 1942)
- Дочь: Елена (1911 — 1975)
- Сын : Александрь Фрост (Д.инженер,1902 — 1996)